# Morfi Grei
Miguel Ángel Sánchez Tenedor (Melilla, 14 de desembre de 1959 – l'Hospitalet de Llobregat, 4 de gener de 2024), conegut pel seu àlies musical Morfi Grei, fou un cantant, músic i poeta urbà català d'origen melillenc reconegut principalment per haver estat el cantant i un dels fundadors del grup de punk rock cornellenc La Banda Trapera del Río.
Exercí de fundador i vocalista de la Banda Trapera del Río, considerat el primer grup que importà el gènere punk rock als Països Catalans i a Espanya. Molt vinculat a la seva ciutat d'adolescència, Cornellà de Llobregat, posà veu a la cançó «Ciutat Podrida», que narra la situació de malviure, injustícia i abandó dels barris obrers en la fi del franquisme i que és documentada com el primer tema de punk publicat mai en llengua catalana.

## Trajectòria
Nascut el 1959 en una família de Melilla i de pare empleat en la indústria minera del Marroc, la família es traslladà a Catalunya quan Sánchez Tenedor tenia 13 anys. Instal·lat a Cornellà de Llobregat, al recentment aixecat barri de Sant Ildefons, fou escolaritat a l'Institut d'Educació Secundària Francesc Macià; primer treballà d'aprenent en una ferreteria del barri Centre. Fundà la Banda Trapera del Río, grup en una etapa especialment convulsa i amb múltiples interrupcions atesos conflictes i canvis constants entre els integrats, disputes entre discogràfiques i també problemes greus de drogoaddicció de Grei. En un concert a Lleida, li esclataren una ampolla al cap. Aquells episodis i fama esvalotada feu que la banda es convertís en un grup de culte i de llegenda negra en el panorama d'obertura social i subversió artística posterior a la Transició espanyola.
A principis dels anys 80 s'agreugen els seus problemes d'addicció a les drogues i arribà a regentar un bar al barri de La Gavarra-Lindavista de Cornellà. Ell mateix reconegué que l'emprà com a punt logístic de distribució de drogues i que actuà com a traficant d'haixix durant una temporada. Al 1982 es posa fi a la primera etapa de La Banda Trapera del Río i crea el seu propi grup Morfi Grei amb el qual publica un minielapé "Aliento de noches" i que conté la cançó "La losa" amb lletra de nou de l'Esther Vallés:El 1986 hagué de retirar-se de la música per a ser ingressat en una clínica de desintoxicació, gràcies a la qual deixà l'addicció a les drogues i àdhuc s'hi quedà treballant durant un llarg període. A principis dels noranta reprèn la seva activitat musical, primer amb Vox Animal al 1990 i al 1992 inicia la segona etapa amb La Banda Trapera del Río que durà del 1992 al 1995. Al 1995 conegué la seva exmuller amb qui va tenir dos fills, deixà la seva feina a la clínica i es mudà al 2001 a l'Ametlla del Vallès, on visqué fins a mitjans de la dècada del 2010. Durant tota aquesta etapa regentà l'orxateria i torroneria de Pla Sirvent (Cal Jijonero) de Granollers durant una dècada. Aquella etapa coincidí amb una de les de major inactivitat del grup.
Amb la mort dels seus companys musicals inicials entre el 2004 i el 2010, Grei passà a ser l'últim membre viu dels que la fundaren. De fet, la composició original dels membres de la banda publicà un sol àlbum, La Banda Trapera del Río (1979), considerat l'obra fundacional del punk al país. Aquell disc inclogué «Ciutat Podrida»', escrita per Esther Vallés i que finalment fou l'únic tema del grup en català, documentat com la primera cançó de punk publicada mai en aquesta llengua; la seva lletra és sovint descrita com una de les expressions artístiques més punyents i incendiàries sobre la dura situació d'exclusió i desigualtat social dels barris obrers de Cornellà de Llobregat que havia sorgit de resultes del franquisme. La vinculació de Grei amb el municipi baixllobregatenc fou molt estreta fins a la seva mort l'any 2024.